# Hypodryas ichnea
Hypodryas ichnea är en fjärilsart som beskrevs av Jean Baptiste Boisduval 1833. Hypodryas ichnea ingår i släktet Hypodryas och familjen praktfjärilar. Inga underarter finns listade i Catalogue of Life.